# António Ferreira
António Ferreira (n. 1528 - d. 29 noiembrie 1569) a fost un poet și dramaturg portughez, întemeietor, alături de Sá de Miranda, al poeziei clasice din acestă țară și cunoscut pentru scrierea Castro, considerată ca fiind prima tragedie în portugheză și a doua în literatura europeană modernă.

## Opera
- 1587: Tragedia Donei Inez de Castro ("Tragédia de Inês de Castro");
- Comedia gelosului ("Comédia do cioso");
- 1599: Poeme lusitane ("Poemas Lusitanos");
- 1622: Comedia lui Bristo ("Comédia do Bristo").